# Finlands flaggas dag
Finlands flaggas dag, på finska Suomen lipun päivä, firas på midsommardagen, det vill säga lördagen mellan den 20 och den 26 juni. Dagen är en officiell flaggdag i Finland. Midsommardagen har firats som Finlands flaggas dag sedan 1934.
Vanliga flaggtider är enligt gällande förordning att flaggan hissas klockan 8 på morgonen och halas vid solnedgången, men senast klockan 21 på sommaren. Vid Finlands flaggas dag gäller dock andra tider: På midsommaraftonen hissas flaggan klockan 18. Den halas dagen efter, på midsommardagen klockan 21.

## Läs mera
- ”26.5.1978/383 - Förordning om flaggning med Finlands flagga”. Finlex. http://www.finlex.fi/sv/laki/ajantasa/1978/19780383.